# درام اند بیس
درام اَند بیس (به انگلیسی: Drum and bass) (که با نام‌های D&B، D+B، و DnB نیز شناخته می‌شود) یکی از سبک‌های موسیقی الکترونیک است که در میانهٔ دههٔ ۱۹۹۰ و در انگلستان ظهور کرد. این سبک به طور کلّی با سرعت زیادش (معمولاً با ضرب‌آهنگ ۱۶۰ تا ۱۸۰ ضرب در دقیقه) و خطوط بیس و ساب - بیس سنگین شناخته می‌شود.

## زیر سبک‌ها

### درام‌استپ
درام‌استپ (به انگلیسی: Drumstep) ترکیبی از درام اند بیس و داب‌استپ است که در آن ساختار ضربی «نیمه زمان» است (به این معنی که سازهای ضربی با تندای نصف از تندای اصلی قطعه نواخته می‌شوند) ولی دیگر عناصر همچنان بر تندا و الگوی ملودیک معمول درام اند بیس تکیه دارند. این عناصر در عین حال شامل وابل‌بیس نیز هستند.

### دریل اند بیس
دریل اند بیس (به انگلیسی: Drill and bass) (که با نام‌های فانگل و اسپانک جز (به انگلیسی: Fungle and Spunk jazz) نیز شناخته شده است) سبکی است که از ترکیب درام اند بیس با تندای دو برابر شده٬ با شوخی‌های بی‌ادبانه و حال و هوای امبینت پدید می‌آید. این زیر سبک توسط اسکوئرپوشر توسعه داده شد که بیس‌لاین‌های سریع٬ نامنظم و سنکپ‌محور آن٬ مردم را از رقصیدن با این سبک دلسرد کرد.

### درام فانک
درام فانک یا چاپج (به انگلیسی: Drumfunk or Choppage) یک درام اند بیس فضاسازی شده همراه با تاکیدهای سنگین بر روی مجموعه الگوهای ضربی است و همچنین در قطعات این سبک بخش‌هایی از تک‌نوازی سازهای ضربی وجود دارد. از هنرمندان برجستهٔ این سبک می‌توان به بریکج٬ صیبا و پارادوکس اشاره نمود.

### جامپ-آپ
جامپ-آپ (به انگلیسی: Jump-up) که در اواسط دههٔ ۱۹۹۰ پدیدار شد٬ عناصر مربوط به درام اند بیس سنگین و پرانرژی را به کار می‌گیرد و مشخصه‌های آن شامل صداهای بیس سنگین و روباتیک می‌شود. 